# Kamýk nad Vltavou
Kamýk nad Vltavou (německy Kamaik an der Moldau, v místním nářečí Kamejk) je obec v okrese Příbram ve Středočeském kraji, asi 18 km východně od Příbrami. Žije zde 980 obyvatel.

## Historie

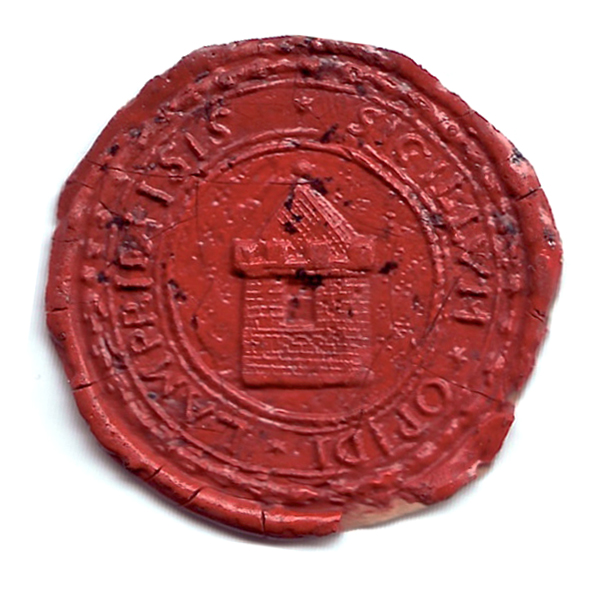
Historická pečeť s motivem věže hradu Vrškamýk

Obec na Vltavě byla založena v 10. století jako osada u knížecího dvorce. První písemná zmínka o obci pochází z roku 1285.

## Obecní správa

### Části obce
- Kamýk nad Vltavou (k. ú. Kamýk nad Vltavou)
- Velká (k. ú. Velká nad Vltavou)

Součástí obce jsou také základní sídelní jednotky Čeláková, Habrov a Kamýk nad Vltavou-pravý břeh. K obci patří také Blatnice a Na Sedlích.
Od 1. ledna 1980 do 30. června 1990 k obci patřil i Žebrákov.
Sousedními obcemi sídla jsou Svatý Jan, Obory, Zduchovice, Dolní Hbity, Hřiměždice a Krásná Hora nad Vltavou.
Kamýk nad Vltavou je bývalý městys.

### Územněsprávní začlenění
Dějiny územněsprávního začleňování zahrnují období od roku 1850 do současnosti. V chronologickém přehledu je uvedena územně administrativní příslušnost obce v roce, kdy ke změně došlo:
- 1850 země česká, kraj České Budějovice, politický okres Votice, soudní okres Sedlčany[6]
- 1855 země česká, kraj Tábor, soudní okres Sedlčany
- 1868 země česká, politický i soudní okres Sedlčany
- 1939 země česká, Oberlandrat Tábor, politický i soudní okres Sedlčany[7]
- 1942 země česká, Oberlandrat Praha, politický i soudní okres Sedlčany[8]
- 1945 země česká, správní i soudní okres Sedlčany[9]
- 1949 Pražský kraj, okres Příbram[10]
- 1960 Středočeský kraj, okres Příbram
- 2003 Středočeský kraj, okres Příbram, obec s rozšířenou působností Příbram

## Společnost

### Rok 1932
V městysi Kamýk nad Vltavou (463 obyvatel, poštovní úřad, telefonní úřad, telegrafní úřad, četnická stanice, katol. kostel, synagoga) byly v roce 1932 evidovány tyto živnosti a obchody: autodoprava, výroba cementového zboží, cihelna, holič, hospodářské družstvo, 5 hostinců, hotel, kamenický závod, kolář, 3 kováři, 2 krejčí, surové kůže, mlýn, 3 obuvníci, pekař, pivovar, 5 rolníků, 6 řezníků, 4 obchody se smíšeným zbožím, Spořitelní a záložní spolek pro Kamýk, 2 trafiky, 2 truhláři.
V obci Velká (přísl. Vestec, 510 obyvatel, samostatná obec se později stala součástí Kamýka nad Vltavou) byly v roce 1932 evidovány tyto živnosti a obchody: cihelna, 2 hostince, jednatelství, kamenický závod, košíkář, kovář, obchod s kůžemi, surové kůže, 2 lomy, 4 mlýny, 2 obchody s lahvovým pivem, 15 rolníků, 2 obchody se smíšeným zbožím, trafika, truhlář.

### Spolkové organizace
- Pionýr Kamýk n./Vlt.
- SDH Kamýk n./Vlt.
- Svaz důchodců Kamýk n./Vlt.

### Sport
- TJ Sokol Kamýk n./Vlt. se skládá z volejbalového, fotbalového (žáci, muži A,B) a tenisového oddílu.

- Volejbalový oddíl – Zlatá léta kamýckého volejbalu jsou spjata s vojenskou posádkou, krajskou soutěží a s bývalým ředitelem kamýcké základní školy, Karlem Suchým. Mezi četné akce konané pod záštitou kamýckého Sokola patří tradiční volejbalový turnaj pořádaný od roku 1986. Původním povrchem, na kterém se turnaje konaly, byla antuka. Nicméně v posledních letech se turnaj hraje na nově vybudovaném Duhovém hřišti (sponzorský dar společnosti ČEZ a.s.) s povrchem nazývaným terflex. Turnaj se řadí mezi místní turnaje pořádané obcemi Kamýk nad Vltavou, Krásná Hora nad Vltavou, Petrovice a Strnadovský mlýn (turnaj se odehrává v Sedlčanech). Nový význam byl turnaji přidán po smrti již zmiňovaného Karla Suchého. Od té doby se nazývá na jeho počest memoriál Karla Suchého.[zdroj?]

## Pamětihodnosti
- Zřícenina hradu Vrškamýk – v současné době prochází rekonstrukcí, při níž odborníci na středověké hrady a památkáři zpevňují hradní zdivo, upravují terén a budují širší zázemí.
- Vodní nádrž Kamýk – je součástí rozsáhlého komplexu vodních děl na Vltavě (vltavské kaskády).
- kostel Narození Panny Marie – tvoří přirozenou dominantu obce na levém břehu řeky Vltavy.
- Pozdně barokní budova pošty z 2. poloviny 18. století
- Kamýcký most z let 1887–1889 rekonstruován v letech 1957 a 1999
- Źidovský hřbitov – ležící jihovýchodně nedaleko obce u dvora Radobyl směrem ku Krásné Hoře nad Vltavou.

## Doprava

### Dopravní síť
Obcí vedou silnice II/102 Praha-Zbraslav – Štěchovice – Chotilsko – Nečín – Obory – Kamýk nad Vltavou – Krásná Hora nad Vltavou – Milešov – Milevsko a silnice II/118 Nové Dvory – Budyně nad Ohří – Slaný – Kladno – Beroun – Zdice – Příbram – Kamýk nad Vltavou – Krásná Hora nad Vltavou – Petrovice. Železniční trať ani stanice či zastávka na území obce nejsou.

### Autobusová doprava 2024
Autobusovou dopravu v obci Kamýk nad Vltavou zajišťuje společnost Arriva Střední Čechy. Obec je součástí Pražské integrované dopravy (PID). Na území obce se nacházejí zastávky Kamýk n.Vlt., Kamýk n.Vlt.,hřiště, Kamýk n.Vlt.,škola, Kamýk n.Vlt.,u Mášů, Kamýk n.Vlt.,u poříční správy a Kamýk n.Vlt.,u školky. Na území místní části Velká se nacházejí zastávky Kamýk n.Vlt.,Velká, Kamýk n.Vlt.,Velká,Blatnice a Kamýk n.Vlt.,Sedla. Obec je obsluhována autobusovými linkami čísel 420, 500, 520, 530, 551 a 552. Linka 420 jezdí z Prahy ze Smíchovského nádraží, a pokračuje přes Dobříš, Kamýk nad Vltavou a Krásnou Horu nad Vltavou až do Milevska. Linka 500 propojuje Příbram s Milínem, Raděticemi, Jablonnou, Horními Hbity, Dolními Hbity, Solenicemi, Zduchovicemi, Kamýkem nad Vltavou, Řadovy, Krásnou Horou nad Vltavou a Petrovicemi. Linka 520 spojuje Kamýk nad Vltavou s okolními obcemi, včetně Hřiměždic a města Dobříš. Do Příbrami se rovněž dá dostat linkou 530, která na své trase také Dolní Hbity, Višňovou, Drásov a Dubno. Linka 551 zajišťuje spojení mezi Krásnou Horou nad Vltavou, Kamýkem nad Vltavou, Vysokým Chlumcem a Sedlčany. Naopak linka 552 spojuje Kamýk nad Vltavou se Sedlčany přes obce Svatý Jan a Dublovice.

## Turistika
- Cyklistika – Obcí vede cyklotrasa č. 301 Krásná Hora nad Vltavou - Kamýk nad Vltavou - Cholín - Čelina.
- Pěší turistika – Obcí procházejí turistické trasy  Vestec - Hojšín - Kamýk nad Vltavou - Solenice,  Kamýk nad Vltavou - Zhoř - Krásná Hora nad Vltavou,  Kamýk nad Vltavou - Zduchovice - Solenice a  Jelence - Luhy - Kamýk nad Vltavou - Svatý Jan - Sedlčany.

## Galerie

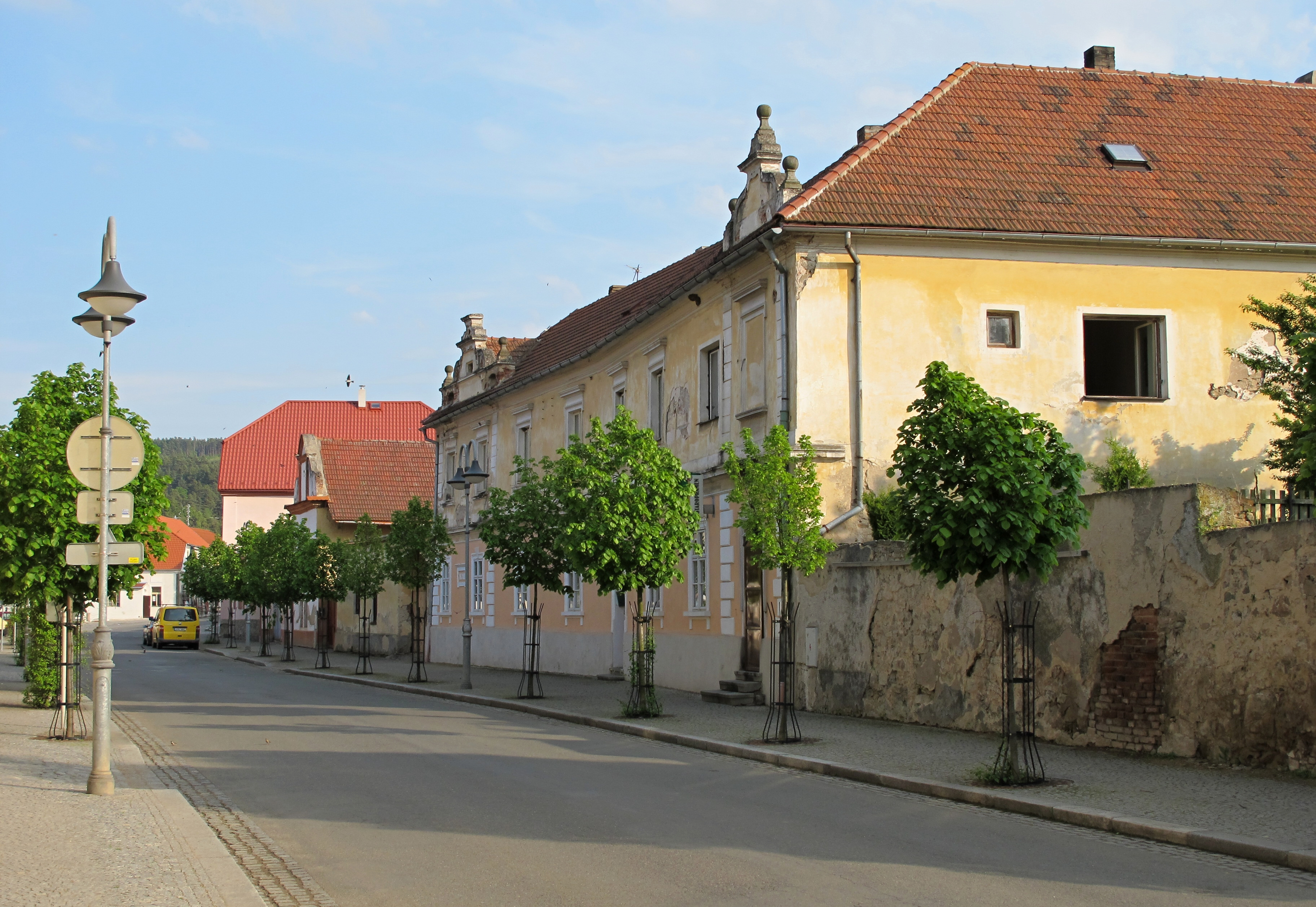
Hlavní ulice v Kamýku nad Vltavou, pohled směr jih cca rok 2004
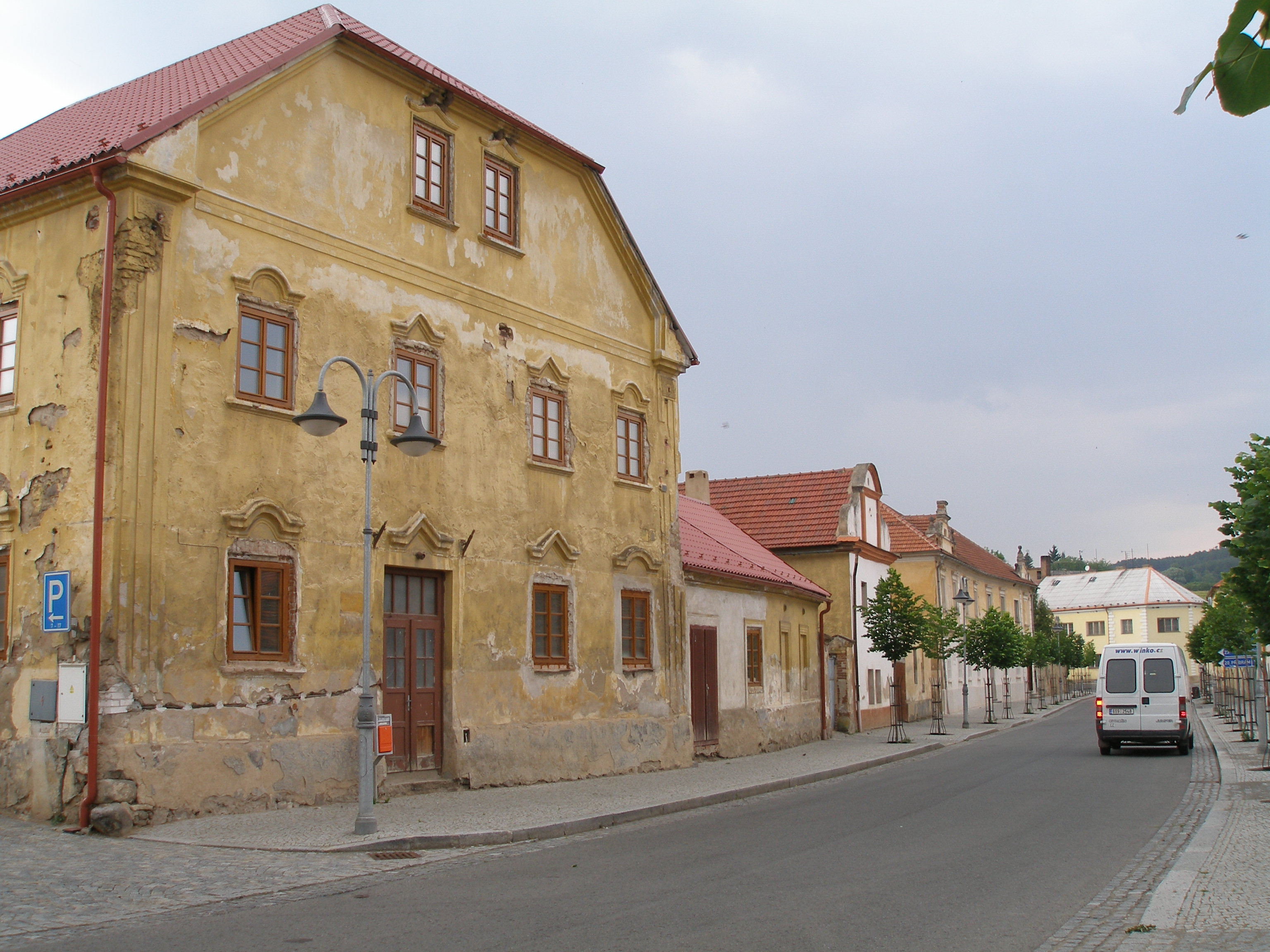
Hlavní ulice v Kamýku nad Vltavou, pohled směr sever rok cca 2004
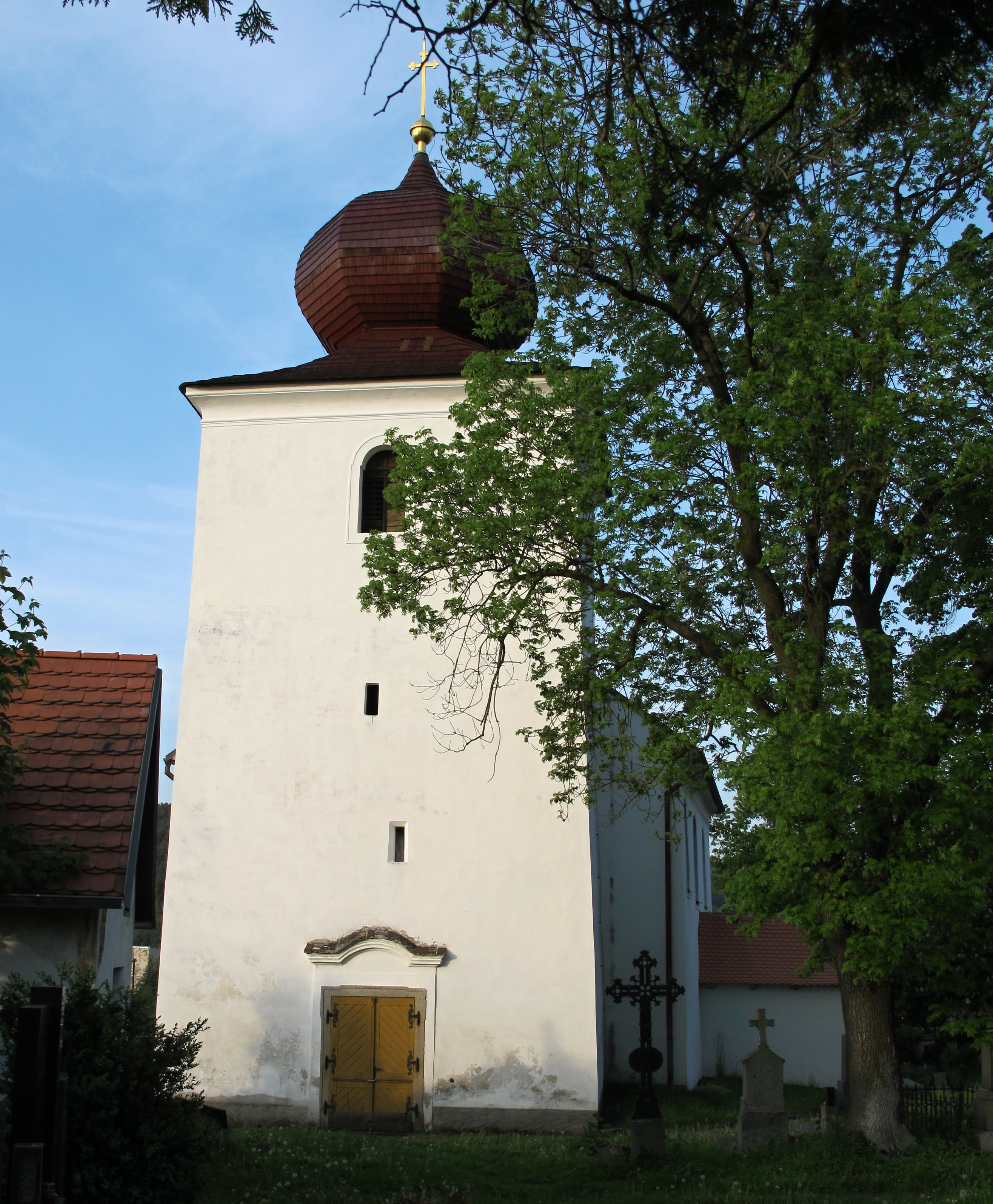
Kostel Narození Panny Marie
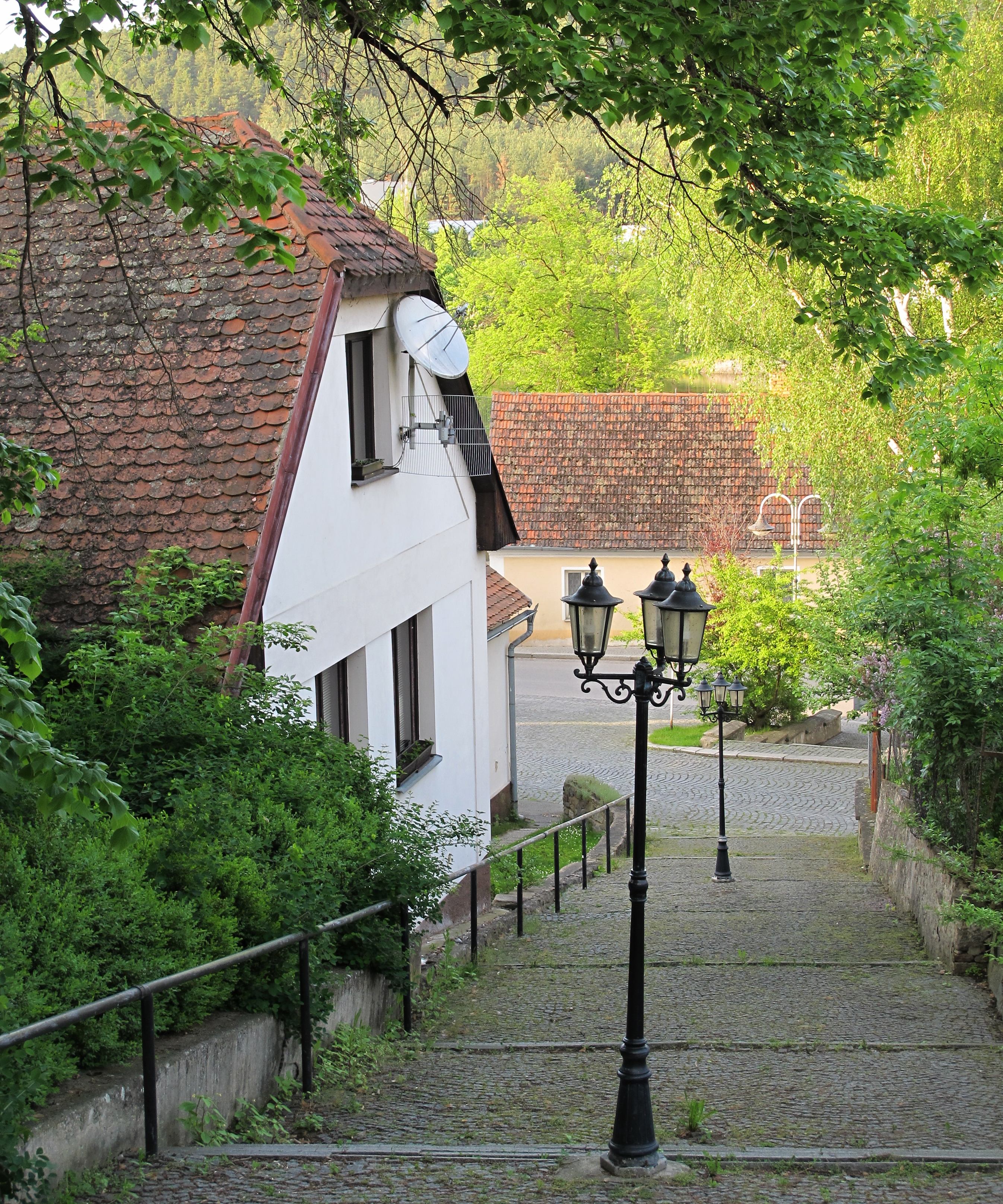
Schody vedoucí od kostela
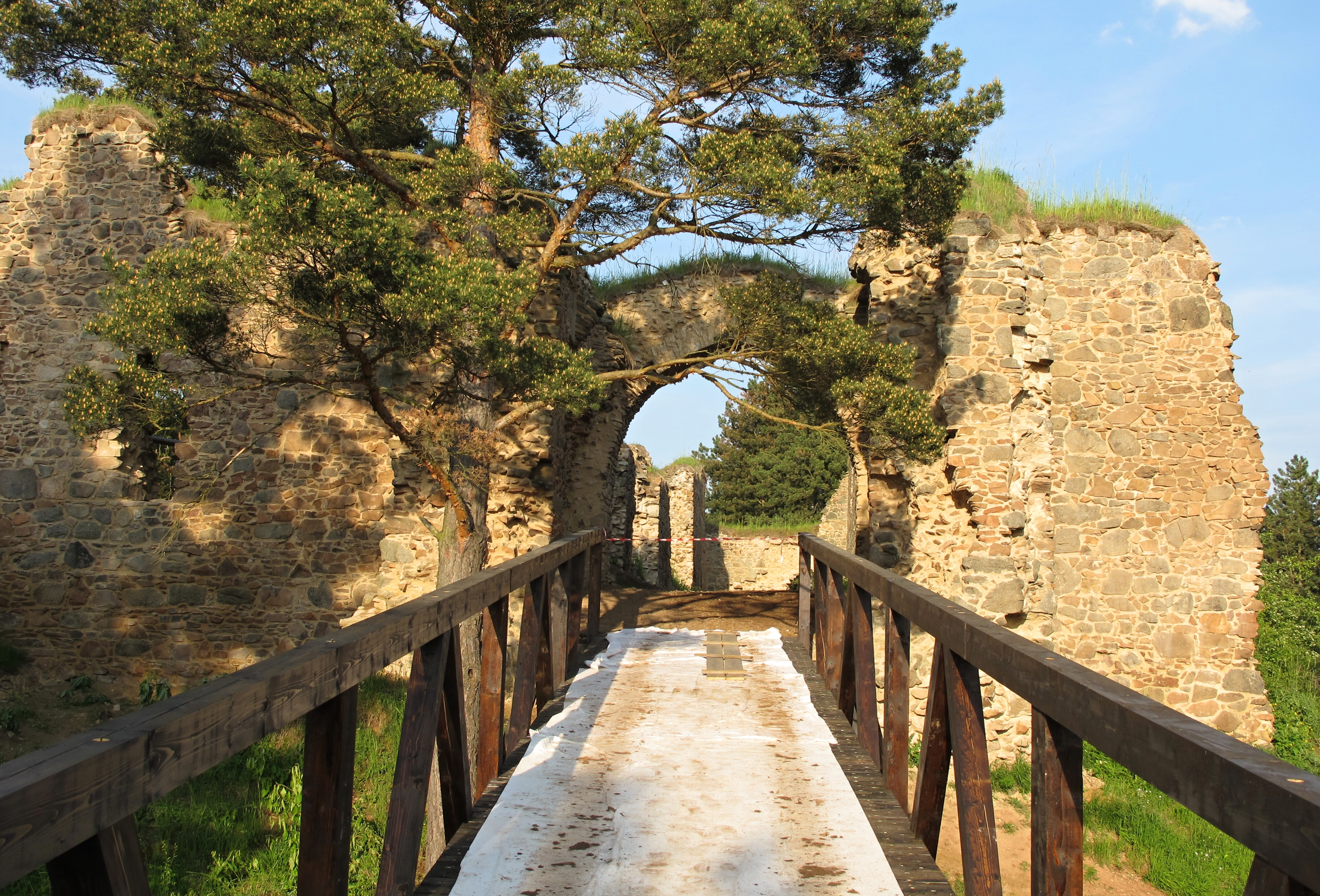
Dřevěný most spojující přední a zadní hrad Vrškamýk
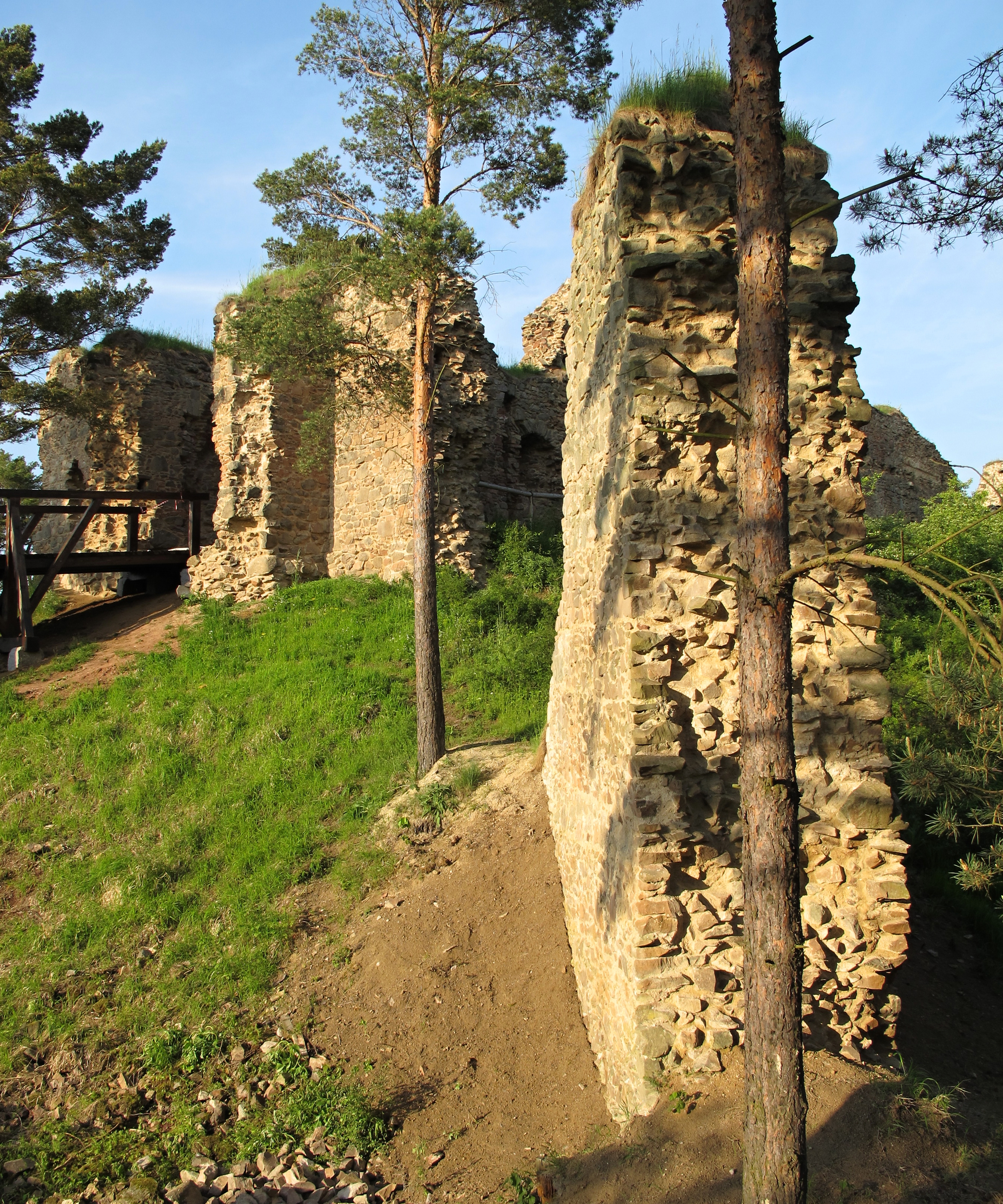
Relikty obvodové hradby chránící prostor mezi předním a zadním hradem